# Theda Skocpol
Theda Skocpol (skɔtʃpɔl), née le 4 mai 1947, est une sociologue, historienne, politologue et essayiste américaine. Elle enseigne à l'université Harvard. Elle est connue pour ses travaux de sociologie historique du politique publiés notamment dans États et révolutions sociales : la Révolution en France, en Russie et en Chine en 1979.

## Biographie

### Jeunesse et formation
Theda Skocpol est née à Détroit, dans le Michigan, le 4 mai 1947. Après ses études secondaires, elle est acceptée à l'université Harvard, où elle obtient le Bachelor of Arts (licence) en 1969, elle poursuit ses études et obtient son doctorat (Ph. D) en 1975.  

### Carrière
Theda Skocpol passe toute sa carrière universitaire à l'université Harvard, sauf de 1981 à 1986, où elle a enseigné à l'université de Chicago. À Harvard , elle y enseigne la sociologie pendant six ans, en tant que « assistant » et « associate professor ». C'est durant cette période qu'elle rédige et publie son premier ouvrage States and Social Revolutions (en) (États et révolutions sociales, dans sa version française), une étude comparative des causes de la révolution à partir de trois exemples historiques (la Révolution française de 1789, la Révolution russe à partir de 1917 et la Révolution chinoise de 1911),,.  
En 1980, la non-titularisation de la chercheuse au département de sociologie de l'université Harvard (cinq voix pour, cinq voix contre et une abstention) constitue, pour l'institution, le premier cas avéré de discrimination à la titularisation fondée sur le genre. Alors constitué uniquement d'hommes, parmi lesquels Daniel Bell ou William Alonso qui font figure de soutien, tandis que Harrison White et Nathan Glazer s'opposent à la titularisation, le département de sociologie d'Harvard fait l'objet d'une enquête interne. Les trois membres du comité, respectivement choisis par la plaignante, le département et la faculté, donnent raison à Theda Skocpol en mars 1981. En octobre, le New York Times revient sur cette affaire et constate qu'elle a créé un précédent dans les procédures de recrutement des universités américaines qui, à l'instar de Dartmouth, Brown ou Princeton, ont toutes dû, durant cette même période, interroger leurs pratiques de titularisation, face aux constats du peu de femmes professeures dans leurs rangs, et de l'existence d'un plafond de verre dans la recherche universitaire.
En 1986, sur proposition du président d'Harvard, Theda Skocpol devient finalement la première femme professeure titulaire du département de sociologie de l'université. 

## Œuvres

### Éditions anglophones

#### Essais
- (en-US) States and Social Revolutions: A Comparative Analysis of France, Russia and China, Cambridge,  New York, Cambridge University Press, 28 février 1979, 436 p. (ISBN 9780521294997, lire en ligne),
- (en-US) Vision and Method in Historical Sociology, Cambridge University Press, USA, 1er septembre 1984, 428 p. (ISBN 9780521297240),
- (en-US) Protecting Soldiers and Mothers: The Political Origins of Social Policy in United States, Cambridge, Massachusetts, Belknap Press of Harvard University Press, 30 novembre 1992, rééd. 15 mars 1995, 744 p. (ISBN 9780674717664, lire en ligne),
- (en-US) Social Revolutions in the Modern World, Cambridge University Press, USA, 1 décembre 1992, rééd. 12 août 1994, 368 p. (ISBN 9780521409384),
- (en-US) co-écrit avec John L. Campbell, American Society and Politics: Institutional, Historical, and Theoretical Perspectives: A Reader, New York, McGraw-Hill, 1 septembre 1994, rééd. 31 décembre 1995, 565 p. (ISBN 9780070579156, lire en ligne),
- (en-US) Social Policy in the United States: Future Possibilities in Historical Perspective, Princeton University Press, 12 décembre 1994, rééd. 11 janvier 1996, 328 p. (ISBN 9780691037851),
- (en-US) Boomerang: Health Care Reform and the Turn against Government, New York, W. W. Norton Company, 17 avril 1997, 260 p. (ISBN 9780393315721, lire en ligne),
- (en-US) co-écrit avec Stanley B. Greenberg, The New Majority: Toward a Popular Progressive Politics, New Haven, Connecticut, Yale University Press, 23 septembre 1997, 356 p. (ISBN 9780300073416, lire en ligne),
- (en-US) The Missing Middle: Working Families and the Future of American Social Policy, New York, W. W. Norton Company, 1er janvier 2000, 234 p. (ISBN 9780393321135, lire en ligne),
- (en-US) Diminished Democracy: From Membership to Management in American Civic Life, University of Oklahoma Press, 1 avril 2003, rééd. 15 mars 2004, 388 p. (ISBN 9780806136271),
- (en-US) co-écrit avec Vanessa Williamson, The Tea Party and the Remaking of Republican Conservatism, Oxford, New York, Oxford University Press, 2 janvier 2011, 272 p. (ISBN 9780199832637, lire en ligne),
- (en-US) Obama and America's Political Future, Cambridge, Massachusetts, Harvard University Press, 4 septembre 2012, 224 p. (ISBN 9780674065970, lire en ligne),

#### Articles (sélection)
- (en-US) « France, Russia, China: A Structural Analysis of Social Revolutions », Comparative Studies in Society and History, Vol. 18, No. 2,‎ avril 1976, p. 175-210 (36 pages) (lire en ligne),
- (en-US) « Old Regime Legacies and Communist Revolutions in Russia and China », Social Forces, Vol. 55, No. 2,‎ décembre 1976, p. 284-315 (32 pages) (lire en ligne),
- (en-US) « Capitalism Isn't Everything », Social Problems, Vol. 28, No. 5,‎ juin 1981, p. 519-521 (3 pages) (lire en ligne),
- (en-US) « Cultural Idioms and Political Ideologies in the Revolutionary Reconstruction of State Power: A Rejoinder to Sewell », The Journal of Modern History, Vol. 57, No. 1,‎ mars 1985, p. 86-96 (11 pages) (lire en ligne),
- (en-US) « Social History and Historical Sociology: Contrasts and Complementarities », Social Science History, Vol. 11, No. 1,‎ printemps 1987, p. 17-30 (14 pages) (lire en ligne),
- (en-US) « A Society without a 'State'? Political Organization, Social Conflict, and Welfare Provision in the United States », Journal of Public Policy, Vol. 7, No. 4,‎ octobre-décembre 1987, p. 349-371 (23 pages) (lire en ligne),
- (en-US) « Social Revolutions and Mass Military Mobilization », World Politics, Vol. 40, No. 2,‎ janvier 1988, p. 147-168 (22 pages) (lire en ligne),
- (en-US) « Reconsidering the French Revolution in World-Historical Perspective », Social Research, Vol. 56, No. 1,,‎ printemps 1989, p. 53-70 (18 pages) (lire en ligne),
- (en-US) « Universal Appeal: Politically Viable Policies to Combat Poverty », The Brookings Review, Vol. 9, No. 3,‎ été 1991, p. 28-33 (6 pages) (lire en ligne),
- (en-US) « America's First Social Security System: The Expansion of Benefits for Civil War Veterans », Political Science Quarterly, Vol. 108, No. 1,‎ printemps 1993, p. 85-116 (32 pages) (lire en ligne),
- (en-US) « From Social Security to Health Security? Opinion and Rhetoric in U. S. Social Policy Making », PS: Political Science and Politics, Vol. 27, No. 1,‎ mars 1994, p. 21-25 (5 pages) (lire en ligne),
- (en-US) « The Enactment of Mothers' Pensions: Civic Mobilization and Agenda Setting or Benefits of the Ballot?: Response », The American Political Science Review, Vol. 89, No. 3,‎ septembre 1995, p. 720-730 (11 pages) (lire en ligne),
- (en-US) « America's Voluntary Groups Thrive in a National Network », The Brookings Review, Vol. 15, No. 4,‎ 1997, p. 16-19 (4 pages) (lire en ligne),
- (en-US) « Toward a Popular Progressive Politics », The Good Society, Vol. 7, No. 3,‎ 1997, p. 22-23 (2 pages) (lire en ligne),
- (en-US) « The Tocqueville Problem: Civic Engagement in American Democracy », Social Science History, Vol. 21, No. 4,‎ hiver 1997, p. 455-479 (25 pages) (lire en ligne),
- (en-US) « Commentary: Theory Tackles History », Social Science History, Vol. 24, No. 4,‎ hiver 2000, p. 669-676 (8 pages) (lire en ligne),
- (en-US) « Will 9/11 and the War on Terror Revitalize American Civic Democracy? », PS: Political Science and Politics, Vol. 35, No. 3,‎ septembre 2002, p. 537-540 (4 pages) (lire en ligne),
- (en-US) « APSA Presidential Address: Voice and Inequality: The Transformation of American Civic Democracy », Perspectives on Politics, Vol. 2, No. 1,‎ mars 2004, p. 3-20 (18 pages) (lire en ligne),
- (en-US) « Accomplished and Embattled: Understanding Obama's Presidency », Political Science Quarterly, Vol. 127, No. 1,‎ printemps 2012, p. 1-24 (24 pages) (lire en ligne),
- (en-US) « How the Scholars Strategy Network Helps Academics Gain Public Influence », Perspectives on Politics, Vol. 12, No. 3,‎ septembre 2014, p. 695-703 (9 pages) (lire en ligne),

### Éditions francophones
- États et révolutions sociales. La révolution en France, en Russie et en Chine, 1985 (version originale : 1979), Paris: Fayard.  (ISBN 2213014019).

## Regards sur son œuvre
Son travail en sociologie historique la lie au structuralisme. Elle considère ainsi que les révolutions sociales s'expliquent principalement dans le cadre des structures spécifiques des sociétés agricoles. Cette approche la différencie du courant comportementaliste ou "behavioriste", qui a tendance à considérer le rôle des "peuples révolutionnaires", de la "psychologie révolutionnaire" et/ou de la "conscience révolutionnaire" comme un facteur déterminant dans le processus révolutionnaire.
Ses recherches actuelles se concentrent sur "la politique sociale aux États-Unis et l'engagement civique dans la société américaine" depuis les bouleversements des années 1960. Elle a initié récemment de nouveaux projets sur le développement de l'éducation supérieure aux États-Unis et les transformations des politiques fédérales sous l'ère Obama.

## Prix et distinctions
Elle a reçu le prix Johan Skytte en sciences politique en 2007 et est membre de l'Académie nationale des sciences depuis 2008.